# Hüffen (Wipperfürth)
Hüffen ist eine Ortschaft in der Gemeinde Wipperfürth im Oberbergischen Kreis im Regierungsbezirk Köln in Nordrhein-Westfalen (Deutschland).

## Lage und Beschreibung
Der Ort liegt im Südwesten der Stadt Wipperfürth an der Stadtgrenze zu Kürten nördlich der Bundesstraße 506, die im Mittelalter ein bedeutender Heerweg zwischen Köln und Soest war. Der Ort liegt an der Wasserscheide zwischen der Großen Dhünn und der Kürtener Sülz. Die Sülzüberleitung führt unterirdisch westlich des Ortes vorbei. Im Norden des Ortes entspringt der Hüffensiefen. Im Südosten fließt der Frösselner Bach vorbei. Nachbarorte sind Unterschneppen, Ente, Frösseln und der zu Kürten gehörende Ort Laudenberg.
Der Ort gehört zum Gemeindewahlbezirk 160 und damit zum Wahlbezirk Wipperfeld.

## Geschichte
1548 wird der Ort erstmals unter der Bezeichnung „zo Hoeffen“ in den Listen der bergischen Spann- und Schüppendienste genannt. 1715 ist der Ort auf der Topographia Ducatus Montani mit vier einzelnen Höfen unter der Bezeichnung „Hüffen“ verzeichnet. Die Topographische Aufnahme der Rheinlande von 1824 verwendet bereits die Ortsbezeichnung Hüffen und zeigt auf umgrenztem Hofraum zwei getrennt voneinander liegende Grundrisse.

## Busverbindungen
Über die an der Bundesstraße 506 gelegenen Haltestellen Frösseln und Neulaudenberg der Linie 427 (VRS/OVAG) ist Hüffen an den öffentlichen Personennahverkehr angebunden.